# うちわ卓球
うちわ卓球（うちわたっきゅう）は、卓球に似た球技の一つ。セルロイド製の卓球ボールを用い、団扇（うちわ）をラケットの代わりに使い相手コートへ打ち合うスポーツである。

## 概要
漢字で「団扇卓球」よりも「うちわ卓球」と記されることが多い。学校でレクリエーションとして実施される。
卓球ボール・団扇といった、日本では比較的どこにでもある道具を用いる。雨の日も室内で行うことができ、学校ならば机を用いて容易に卓球台が作れるといったメリットがある。小学校や児童館の紹介に書かれることがあるが、高校生でも行うこともある。
「遊びリテーション」(看護出版、ビデオ)の中に、「椅子に座って机を使ってするゲームなので、前に倒れることがなく、安全にゲームをすすめることができる。基礎体力をつける（お年寄りがより元気になる）。ストレスを発散させ、参加することによって、お互いに楽しみを共有する中で、仲間意識を作る」ことのできる遊びとして登場するが、競技としてのうちわ卓球は、実際の卓球と同程度に激しくボールを打ち合うものであるため、お年寄りむけでは到底ない。

## 歴史
遊び自体はより古くから存在していたと思われるが、競技として体系化しようという動きが出始めたのは2008年のことである。筑波大学附属高等学校で勉学の傍らうちわ卓球に勤しんでいたプレイヤーたちが協議に協議を重ね、ルールの規定等を行うことでうちわ卓球を遊びから一種のスポーツへと昇華させようと動き出した。現在はまだまだ発展途上であるが、これからより一層スポーツらしくなっていくだろう。高校生の遊びであると一笑に付されがちであるが、彼らは至って真面目にうちわ卓球をスポーツへ昇華させることに取り組んでいる。

## ルール
基本的なルールは卓球と全く同じであるが、卓球台の規定および細部は異なる。ただし、ラケットについては後述、「団扇」を参照。

### 卓球台
これといった決まりはなく、競技の主催者の裁量次第となっているが、一般的には小中高で使われている生徒用の天板が地面と水平になっている机を4つつなげたものが使われる。机が足りない、あるいは机があるのでより広いコートで競技を行いたい場合には、随時偶数脚ずつ増やすまたは減らすことで対応可能であるが、いずれコートの規定がより厳格に定まる可能性もある。ネットは存在しないが、代わりに台を2等分する位置に高さ10センチ前後の立体物(もっぱら筆箱)を置くことで両者の陣地を示す。

### ルールにおける細部の差異

#### サービス
フリーハンドから垂直に16cm以上の高さに上げる必要も、エンドラインの後ろから打つ必要も無い。そのため、初心者でもきわどいサービスを打つことが容易になっている。

#### アウトしたボールの処理
教室という環境上、ひとたびボールがどこかに行くときわめてとりづらい場所に転がり込んだり、最悪の場合紛失するおそれがある。そこで、ボールが予期せぬ場所に行かぬようアウトしたボールをラケットでとめても、自分の失点にはならなくなっている。

#### ユニフォーム
規定は皆無。明らかに卓球に適さない格好であったとしても自己鍛錬を目的としているとみなすため、許される。

## 団扇
競技において一般的に使われるうちわは街頭で配られるポリピレン製の195mm×280mmのものである。2回りほど大きな243mm×345mmを使う人もあるが、机の縁に引っかかり思い通りに振れないため滅多に使われない。団扇にラバーを貼ったりあおぐ風圧によっていかなる打球も寄せ付けないようなサイズのラケットはマナー違反である。ルールとして確立してはいないものの、不文律としてこのマナーはプレイヤー間で守られ続けている。
ラバー禁止の理由として、摩擦が挙げられる。うちわの表面は紙または布であり、動摩擦係数が極度に小さい。これに加工を加え、摩擦を大きくすると、ドライブやカットがかけやすくなるものの、加工を加えていないラケットと大きく差がついてしまう。身近な物で平等に出来るという精神に反し、また改造を始めると限がない等の理由により、ラバー加工等改造行為は暗黙の了解的に禁止とされている。

## 関連書籍
「遊びリテーション大事典」（2003年、関西看護出版）ISBN 4-906438-58-X